# 35e cérémonie des Goyas
La 35e cérémonie des Goyas (ou Premios Goya), organisée par l'Academia de las artes y las ciencias cinematográficas de España, se déroule le 6 mars 2021 au Teatro del Soho de Malaga et récompense les films sortis en 2020. Elle est présentée par Antonio Banderas et María Casado.
Les Sorcières d'Akelarre est le film le plus récompensé avec cinq victoires dont le Prix Goya de la meilleure actrice pour Patricia López Arnaiz et celui de la meilleure musique. Las niñas de Pilar Palomero remporte quatre prix, dont meilleur film et meilleur scénario original, tout comme Adú, qui repart notamment avec le Prix Goya du meilleur réalisateur. Mario Casas remporte quant à lui le Prix Goya du meilleur acteur, seule récompense du film Cross the Line.

## Palmarès

### Meilleur film
- Las niñas de Pilar Palomero
  - Le Mariage de Rosa (La boda de Rosa) de Icíar Bollaín
  - Sentimental de Cesc Gay
  - Adú de Salvador Calvo
  - Ane de David Pérez Sañudo

### Meilleur réalisateur
- Salvador Calvo pour Adú
  - Icíar Bollaín pour Le Mariage de Rosa (La boda de Rosa)
  - Juanma Bajo Ulloa pour Baby
  - Isabel Coixet pour Nieva en Benidorm

### Meilleur acteur
- Mario Casas pour Cross the Line (No matarás)
  - David Verdaguer pour Uno para todos
  - Javier Cámara pour Sentimental
  - Ernesto Alterio pour Un mundo normal

### Meilleure actrice
- Patricia López Arnaiz pour Ane
  - Amaia Aberasturi pour Les Sorcières d'Akelarre (Akelarre)
  - Kiti Mánver pour El inconveniente
  - Candela Peña pour Le Mariage de Rosa (La boda de Rosa)

### Meilleur acteur dans un second rôle
- Alberto San Juan pour Sentimental
  - Juan Diego Botto pour Los europeos
  - Sergi López pour Le Mariage de Rosa (La boda de Rosa)
  - Álvaro Cervantes pour Adú

### Meilleure actrice dans un second rôle
- Nathalie Poza pour Le Mariage de Rosa (La boda de Rosa)
  - Juana Acosta pour El inconveniente
  - Verónica Echegui pour Explota Explota
  - Natalia de Molina pour Las niñas

### Meilleur espoir masculin
- Adam Nourou pour Adú
  - Chema del Barco pour El plan
  - Janick pour Historias lamentables
  - Fernando Valdivieso pour Cross the Line (No matarás)

### Meilleur espoir féminin
- Jone Laspiur pour Ane
  - Paula Usero pour Le Mariage de Rosa (La boda de Rosa)
  - Griselda Siciliani pour Sentimental
  - Milena Smit pour Cross the Line (No matarás)

### Meilleur scénario original
- Pilar Palomero pour Las niñas
  - Alicia Luna et Icíar Bollaín pour Le Mariage de Rosa (La boda de Rosa)
  - Claro García et Javier Fesser pour Historias lamentables
  - Alejandro Hernández pour Adú

### Meilleur scénario adapté
- David Pérez Sañudo et Marina Parés Pulido pour Ane (adapté de la nouvelle du même nom de David Pérez Sañudo)
  - Cesc Gay pour Sentimental (adapté de la pièce de théâtre Los vecinos de arriba de Cesc Gay)
  - Bernardo Sánchez et Marta Libertad Castillo pour Los europeos (adapté du roman du même nom de Rafael Azcona)
  - David Galán Galindo et Fernando Navarro pour Origines secrètes (Orígenes secretos) (adapté du roman du même nom de David Galán Galindo)

### Meilleur nouveau réalisateur
- Pilar Palomero pour Las niñas
  - David Pérez Sañudo pour Ane
  - Nuria Giménez Lorang pour My Mexican Bretzel
  - Bernabé Rico pour El inconveniente

### Meilleur film documentaire
- El año del descubrimiento
  - Anatomía de un dandy
  - Cartas Mojadas
  - My Mexican Bretzel

### Meilleure direction de production
- Ana Parra et Luis Fernández Lago pour Adú
  - Guadalupe Balaguer Trelles pour Les Sorcières d'Akelarre (Akelarre)
  - Carmen Martínez Muñoz pour Black Beach
  - Toni Novella pour Nieva en Benidorm

### Meilleur montage
- Sergio Jiménez pour El año del descubrimiento
  - Jaime Colis pour Adú
  - Fernando Franco et Miguel Doblado pour Black Beach
  - Sofi Escudé pour Las niñas

### Meilleure chanson originale
- Que no, que no pour Le Mariage de Rosa ; composée par María Rozalén
  - Sababoo pour Adú ; composée par Cherif Badua et Roque Baños
  - El verano que vivimos pour El verano que vivimos ; composée par Alejandro Sanz et Alfonso Pérez Arias
  - Lunas de papel pour Las niñas ; composée par Carlos Naya

### Meilleure musique originale
- Aránzazu Calleja et Maite Arroitajauregi pour Les Sorcières d'Akelarre (Akelarre)
  - Roque Baños pour Adú
  - Bingen Mendizábal et Koldo Uriarte pour Baby
  - Federico Jusid pour El verano que vivimos

### Meilleure photographie
- Daniela Cajías pour Las niñas
  - Sergi Vilanova pour Adú
  - Javier Agirre pour Les Sorcières d'Akelarre (Akelarre)
  - Ángel Amorós pour Black Beach

### Meilleure direction artistique
- Mikel Serrano pour Les Sorcières d'Akelarre (Akelarre)
  - César Macarrón pour Adú
  - Montse Sanz pour Black Beach
  - Mónica Bernuy pour Las niñas

### Meilleurs costumes
- Nerea Torrijos pour Les Sorcières d'Akelarre (Akelarre)
  - Cristina Rodríguez pour Explota Explota
  - Arantxa Ezquerro pour Las niñas
  - Lena Mossum pour Los europeos

### Meilleurs maquillages et coiffures
- Beata Wotjowicz et Ricardo Molina pour Les Sorcières d'Akelarre (Akelarre)
  - Elena Cuevas, Mara Collazo et Sergio López pour Adú
  - Milu Cabrer et Benjamín Pérez pour Explota Explota
  - Paula Cruz, Jesús Guerra et Nacho Díaz pour Origines secrètes (Orígenes secretos)

### Meilleur son
- Eduardo Esquide, Jamaica Ruíz García, Juan Ferro et Nicolas de Poulpiquet pour Adú
  - Urko Garai, Josefina Rodriguez, Frédéric Hamelin et Leandro de Loredo pour Les Sorcières d'Akelarre (Akelarre)
  - Coque Lahera, Nacho Royo-Villanova et Sergio Testón pour Black Beach
  - Mar González, Francesco Lucarelli et Nacho Royo-Villanova pour El plan

### Meilleurs effets visuels
- Mariano García Marty et Ana Rubio pour Les Sorcières d'Akelarre (Akelarre)
  - Raúl Romanillos et Míriam Piquer pour Adú
  - Raúl Romanillos y Jean-Louis Billiard pour Black Beach
  - Raúl Romanillos y Míriam Piquer pour Historias lamentables

### Meilleur film d'animation
- La gallina Turuleca

### Meilleur court métrage de fiction
- A la cara
  - 16 de decembro
  - Beef
  - Gastos incluidos
  - Lo efímero

### Meilleur court métrage d'animation
- Blue & Malone: Casos Imposibles
  - Homeless Home
  - Metamorphosis
  - Vuela

### Meilleur court métrage documentaire
- Biografía del cadáver de una mujer
  - Paraíso
  - Paraíso en llamas
  - Sólo con peces

### Meilleur film étranger en langue espagnole
- L'Oubli que nous serons (El olvido que seremos) de Fernando Trueba (Colombie)
  - El agente topo de Maite Alberdi (Chili)
  - La Llorona de Jayro Bustamante (Guatemala)
  - Ya no estoy aquí de Fernando Frías de la Parra (Mexique)

### Meilleur film européen
- The Father de Florian Zeller (Royaume-Uni)
  - La Communion de Jan Komasa (Pologne)
  - J'accuse de Roman Polanski (France)
  - Falling de Viggo Mortensen (Royaume-Uni)

### Prix Goya d'honneur
- Ángela Molina

## Statistiques

### Nominations multiples
13 : Adú
9 : Las niñas
8 : Les Sorcières d'Akelarre (Akelarre)
8 : Le Mariage de Rosa (La boda de Rosa)
5 : Ane
5 : Black Beach
5 : Sentimental

### Récompenses multiples
5 : Les Sorcières d'Akelarre (Akelarre)
4 : Adú
4 : Las niñas
3 : Ane
2 : Le Mariage de Rosa (La boda de Rosa)
2 : El año del descubrimiento